# 町井清兵衛
町井 清兵衛（まちい せいべえ）は、戦国時代から安土桃山時代にかけての武士。町井左馬允とも呼ばれる事があるが、文献においては父の官途名と混同されている可能性がある。

## 略歴
町井氏は伊賀国木興庄（現伊賀市中央部）の地頭。新田義貞の子孫新田義家が一族と共に当地に移住し町井氏と改姓したと伝えられる。
伊賀十二人衆の一人で木興城主・町井左馬允貞之の次男として誕生。天正年間には、仁木氏の一族仁木友梅を伊賀守護に迎え、伊賀の評定衆である伊賀十二人衆の一人として取り仕切った。
伊賀に脅威を覚えた織田信長は、次男・信雄に命じて天正7年（1579年）に伊賀攻めを行わせた（第一次天正伊賀の乱）。信雄の拙い指揮もあって織田軍を撃退したが、天正9年（1581年）に信長自ら5万の大軍を率い侵攻を受ける（第二次天正伊賀の乱）。
これに対して父・貞之は居城木興城に籠城し「木興のなで切り」と言われる討死を遂げるが、清兵衛は戦いの前に梅津但馬房次を附けられ、比自山城に籠もって抵抗した（比自山城の戦い、天正伊賀の乱）。
その後の活動は不明である。なお、子孫は現在の伊賀市枅川に土着し、江戸時代は津藩の大庄屋となった。その住宅は現在重要文化財となっている。
なお、弟町井貞直の息子町井貞昌は藤堂高虎の伊勢移封時に召抱えられ、子孫は鉄砲役・道奉行などを務めた。